# Краєвид на острів Сан-Джорджо та Джудекку
«Краєвид на острів Сан-Джорджо та Джудекку» або «Басейн Сан-Марко з видом на острів Сан-Джорджо і канал Джудекку» (італ. Il bacino di San Marco verso l'isola di San Giorgio e Giudecca) — картина італійського живописця Франческо Гварді (1712–1793), представника венеційської школи. Створена приблизно у 1774 році. З 1903 року зберігається в колекції Галереї Академії у Венеції.

## Опис
На ведуті зображений сюжет, до якого Гварді часто звертався: ліворуч — острів Сан-Джорджо Маджоре з однойменною церквою (архітектора Андреа Палладіо) і кампанілою-маківкою (вона обвалилась у 1774 році), праворуч — острів Джудекка (єврейський квартал) з церквою Сан-Джованні-Баттіста (у результаті зруйнованою) і цервкою Ле-Дзітелле.
Велика частина картини зайнята зображенням сріблястого неба, затягнутого хмарами, що відображаються у темній воді лагуни. По водній гладі вібруючими відблисками світла рухаються неквапливі гондоли і човни зі спущеними вітрилами. Холодні відтінки, нанесені швидкими мазками, перетворюють обриси будівель у тривожні напівтіні. Атмосфера полотна сповнена сумної і глибокої тиші, яка передає усвідомлення неминучого занепаду Венеційської республіки хиткою тремтливістю мазка, багатою, але все ж таки трохи згаслою кольоровою гамою із флуоресціюючими спалахами світла, розмитістю обрисів форм.  